# 화랑의 날
화랑의 날(花郞의 日)은 대한민국의 우수한 정신문화 유산인 화랑정신의 발상지로써의 역사적인 의의를 재조명하고 이를 계승 발전시키기 위해 청도군에서 매년 9월 1일을 청도 화랑의 날로 지정 운영하고 있다.

## 제정 배경
청도군은 서기 600년(진평왕 17년) 원광법사가 청도 운문산 가슬갑사에서 화랑 귀산과 추항에게 세속오계를 전수하여 삼국통일의 원동력이 됐던 화랑정신의 발상지로써의 역사적인 의의를 재조명하고, 이를 계승 발전시켜 나가고자 한다.

## 기념 행사
신화랑풍류체험벨트 사업의 추진과 청도군의 다양한 관광자원과 연계하여 청도의 특색을 살린 화랑의 날 기념식 행사, 화랑 체험, 민속 문화 교육 행사 및 기타 필요한 행사 등 다양한 화랑의 날 기념행사를 실시한다.

## 의의
화랑의 날을 제정함으로써 신화랑풍류체험벨트 사업과 연계하여 청도군이 문화 관광의 중심지로 발전할 수 있는 계기를 제공하고, 청도군민들에게 청도 정신을 대표하는 화랑정신의 발상지로서의 긍지를 심어줄 것으로 기대된다.

## 참고 문헌
1. ↑  청도군 화랑의 날 지정에 관한 조례 (2012년 12월 26일 조례 제2045호)